# Zenons Popovs
Zenons Popovs (datas desconhecidas) foi um ciclista letão de ciclismo de pista. Representou seu país, Letônia, nos Jogos Olímpicos de Verão de 1928 em Amsterdã.